# Pilbarana grandis
Pilbarana grandis — вид бокоплава родини Eriopisidae. Описаний у 2022 році. Ендемік Західної Австралії. Мешкає у підводних водах басейну річки Кейн в пустельному регіоні Пілбара.